# Flughafen Dong Hoi

i8
i11
i13

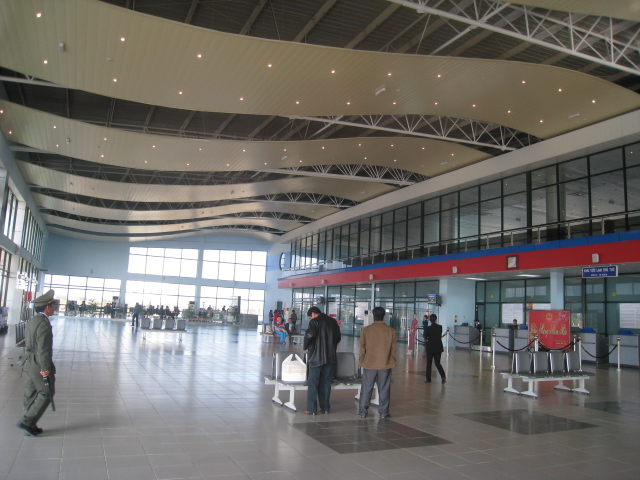
Flughafen Dong Hoi

Der Flughafen Dong Hoi (vietnamesisch Sân bay Đồng Hới, englisch Dong Hoi Airport, IATA-Code: VDH, ICAO-Code: VVDH) ist der Flughafen der vietnamesischen Stadt Dong Hoi in der Provinz von Quang Binh der Region Bắc Trung Bộ. Er liegt sechs Kilometer nordwestlich des Stadtzentrums. Mit dem Bau des im Mai 2008 fertiggestellten Flughafens wurde 2004 begonnen. Das erste Flugzeug von Hanoi landete hier am 18. Mai 2008. Die Länge der Start- und Landebahn beträgt 2400 m, die Breite 45 m.

## Airlines und Ziele
- Vietnam Airlines (Hanoi, Ho-Chi-Minh-Stadt [ab Juli 2009.][3])